# A Touch of Class
A Touch of Class hed oprindeligt ATC og var en tysk popgruppe, selvom ingen af de fire medlemmer kom fra Tyskland – Joseph Murray kom fra New Zealand, Tracey Elizabeth Packham fra England, Sarah Egglestone fra Australien og Livio Salvi fra Italien.
Deres første single, Around the World (La La La La La) (en coverversion af sangen af "Pesenka" af den russiske gruppe Ruki Vverkh) lå nr. 1 på Tyskland i 6 uger i år 2000, hvilket sætter rekorden for nogen europæisk sang. Den blev også nr. 1 i de fleste andre europæiske lande, dog ikke lige så lang tid, og selv i USA klarede den sig ganske godt. Senere har DJ Carlee lavet et techno-cover af sangen, som han kalder Dizzie Round the World. Bandet Befour lavede også en coverversion i år 2007 kaldet Magic Melody.
Deres debutalbum Planet Pop blev udgivet d. 6. februar 2001 af Sony BMG Entertainment, og det blev belønnet med en ECHO-pris for "bedste danseakt". To af deres senere singler, My Heart Beats like a Drum (Dam Dam Dam) og Why oh Why mindede om Around the World og blev populære flere steder i Europa, men ATC er stadig mest huskede for deres første hit.
På et tidspunkt vandt DJ'en ATB en retssag omkring navneefterligning, og ATC var tvunget til at skifte navn til A Touch of Class. De udgav i 2003-2004 tre singler fra deres andet album Touch the Sky, men de havde ikke stor succes, og på grund af pengeproblemer var gruppen tvunget til opløsning.

## Nuværende status
I oktober 2007 blev ATC halvt genforenet, da Livio og Joseph sang en ny version af Around the World i det tyske show Ultimate Chart Show, der primært viser sangere med klassiske discosange. Livio har indspillet nogle få "prøvesange", der kan høres på hans MySpace, og arbejder på et nyt album, selv om han dog endnu ikke har fået kontakt til et pladeselskab. Joseph er skuespiller, og hans nyeste filmroller er i filmen Go Go Tales og miniserien Empire.

## Diskografi

### Albums
- 2001 Planet Pop
- 2003 Touch the Sky

### Singler
- "Around the World (La La La)"
- "My Heart Beats like a Drum"
- "Thinking of you"
- "Why oh why"
- "I'm in Heaven (When you Kiss me)"
- "Call on me"
- "Together" (feat. DJ Bobo)
- "Set me Free"
- "New York City"